# Tuiutinga
Tuiutinga é um distrito do município de Guiricema, no estado de Minas Gerais, no Brasil. Se localiza a sudeste da sede municipal, da qual dista cerca de 12 quilômetros pela rodovia MG-447. 

## História
Foi criado com o nome de Santo Antônio das Marianas em 28 de setembro de 1887, pela Lei Provincial n° 3 442, como distrito pertencente ao município de Ubá. Em 7 de setembro de 1923, por meio da Lei Estadual n° 843, o distrito teve seu nome alterado para Tuiutinga e foi transferido para o município de Rio Branco, atual Visconde do Rio Branco. Em 17 de março de 1938, pelo Decreto Lei n° 148, o distrito passou a pertencer ao município de Guiricema, criado pelo mesmo decreto.

## Etimologia
"Tuiutinga" procede do tupi antigo tuîutinga, que significa "pântano claro", através da composição de tuîuka (pântano) e tinga (claro).